# نيل مارتن (مؤلفة)
نيل مارتن (بالإنجليزية: Nell Martin)‏ (1890 - 1961)؛ كاتِبة وروائية أمريكية.

## روابط خارجية
- نيل مارتن على موقع IMDb (الإنجليزية)
- نيل مارتن على موقع قاعدة بيانات الفيلم (الإنجليزية)